# 5966 Tomeko
5966 Tomeko (1990 VS6) là một tiểu hành tinh vành đai chính được phát hiện ngày 15 tháng 11 năm 1990 bởi T. Seki ở Geisei.